# Antíoco III Magno
Antíoco III Magno ou Antíoco, o Grande (em grego clássico: Ἀντίοχος ὁ Μέγας; romaniz.: Antíokhos ho Mégas; Babilônia, ca. 241 a.C. — 187 a.C. (54 anos)) foi um rei selêucida que governou entre 223 a.C. até sua morte.

## Antecessores e família
Seu avô era o rei selêucida Antíoco II Theos, casado com Laódice I , filha de Arqueu e de Aesóphia, a  qual era filha de Alexandre Magno com Parissátida II, sua terceira esposa. O casal teve dois filhos e duas filhas. Os filhos eram Seleuco II Calínico, que sucedeu Antíoco II, e Antíoco Hierax; as filhas se casaram com Mitrídates e Ariathes. Antígono Hierax tentou tomar o poder ainda durante a vida de Seleuco II, provocando uma guerra, onde houve intervenção do Egito. Antígono Hierax morreu no primeiro ano da 138a olimpíada (228 a.C.), e Seleuco II Calínico no ano seguinte.
Seleuco II Calínico tinha dois filhos, Alexandre, chamado de Seleuco III Cerauno e Antíoco III.  Seleuco III Cerauno, o sucessor de Seleuco II, foi morto por volta do primeiro ano da 139a olimpíada (224 a.C.), sendo sucedido por Antíoco III, que começou a reinar no segundo ano da 139a olimpíada (223 a.C.). Textos astronômicos cuneiformes indicam que Seleuco III (Siluku) ainda era rei em 11 de julho de 223 a.C.. Antíoco III reinou por trinta e seis anos, até o segundo ano da 148a olimpíada (187 a.C.).
Durante o reinado de Seleuco III Cerauno, Antíoco III foi sátrapa da Babilônia.

## Reinado
Ele casou com Laódice, filha do rei Mitrídates II do Ponto, formando assim uma aliança com este poderoso reino.
Assim que se tornou rei teve que fazer frente à revolta de Mólon, governador da província da Média que se tinha declarado independente. Aconselhado pelo ministro Hermias, Antíoco abandona uma campanha no sul da Síria contra o Egito para derrotar o rebelde. Uruque, no sul da Babilônia, permaneceu fiel ao rei, conforme textos cuneiformes datados de 1 de julho de 221 a.C.. Seu filho nasceu durante a campanha contra Mólon.
Com o objectivo de tentar reconquistar partes da Síria e da Palestina lutou contra o Egito ptolemaico, num conflito conhecido como Quarta Guerra Síria e que se desenrolou entre 219 e 216 a.C., mas foi derrotado em 217 a.C. na Batalha de Ráfia, perto de Gaza. No acordo de paz com o Egito, Antíoco abandona todas as conquistas com excepção de Selêucia Péria.
Após a morte de Ptolemeu IV Filopátor Antíoco e o rei Filipe V da Macedónia realizam um pacto através da qual combinam dividir o império ptolemaico. Antíoco deveria ficar com o sul da Síria, a Lícia, a Cilícia e Chipre, enquanto que Filipe deveria ficar com a parte ocidental da Ásia Menor e as Cíclades. Após ter derrotado os egípcios na Batalha de Pânias (200 a.C.), Antíoco toma ao Egito a Celessíria e a Palestina. Antíoco garantiu então os judeus a liberdade de culto e permitiu-lhes cobrar impostos destinados ao templo de Jerusalém. Antíoco criou também um culto em torno de si e da sua esposa.
Entretanto, o seu aliado Filipe V envolveu-se em conflitos com Pérgamo e Rodes, que pediram ajuda a Roma. Na Segunda Guerra da Macedónia Filipe seria derrotado pelos Romanos, tendo Antíoco se recusado a ajudá-lo. Em vez disso, decide atacar o Egito, que não podia ser ajudado pelos Romanos. Depois de ter sido alcançada a paz com o Ptolemeu V, o reino selêucida integrou definitivamente o sul da Síria e os territórios egípcios da Ásia Menor.
Em 198 a.C. Antíoco invade partes do reino de Pérgamo e 196 a.C. a Trácia, que proclamou como sua. Esta invasão levou a problemas com Roma, que exigia a retirada de Antíoco da Europa, o que este se recusou a fazer. Para piorar a situação, Antíoco acolhe na sua corte Aníbal, inimigo de Roma, derrotado na Segunda Guerra Púnica. Na Grécia, Antíoco seria apoiado apenas pela Liga Etólia, que desejava livrar-se da influência romana. Em 191 a.C. Antíoco seria derrotado pelos Romanos nas Termópilas, abandonando a Europa. Tendo recusado deixar a região a oeste das montanhas do Taurus, Antíoco foi definitivamente vencido na batalha de Magnésia em 189 a.C. O tratado de Apameia (188 a.C.) com Roma viu o império selêucida perder toda a Ásia a oeste do Tauro (Ásia Cistáurica), deixando o reino de ter influência no Mediterrâneo. O tratado também obrigava o rei a pagar 15 mil talentos a Roma, a ceder os elefantes que tinha no exército e a entregar o seu filho Antíoco IV como refém.
Documentos cuneiformes apresentam Antíoco III reinando junto com seu segundo filho, Seleuco IV Filopátor, nas datas de 11 de outubro de 189 a.C. e 18 de dezembro de 188 a.C..
Antíoco e vários nobres foram mortos em batalha em Susa pelos elimeus, no segundo ano da 148a olimpíada (187 a.C.). Segundo outra versão, Antíoco foi assassinado em 187 a.C. num templo de Baal, onde se tinha dirigido para tentar conseguir parte do dinheiro que tinha que pagar aos Romanos.

## Sucessores
Segundo William Smith, os nove filhos de Antíoco III são filhos de Laódice.
Antíoco deixou dois filhos vivos, Seleuco IV Filopátor, seu sucessor, e Antíoco IV Epifânio, sucessor de Seleuco IV. A primeira data, baseada nos textos cuneiformes, que menciona Seleuco IV como rei é 20 de julho de 187 a.C..